# Exomilus
Exomilus is een geslacht van weekdieren uit de klasse van de Gastropoda (slakken).

## Soorten
- Exomilus cancellatus (Beddome, 1883)
- Exomilus compressus Fedosov & Puillandre, 2012
- Exomilus cylindricus Laseron, 1954
- Exomilus dyscritos (Verco, 1906)
- Exomilus edychrous (Hervier, 1897)
- Exomilus lutarius (Hedley, 1907)
- Exomilus pentagonalis (Verco, 1896)
- Exomilus telescopialis (Verco, 1896)